# Bezoek van Woodrow Wilson aan België

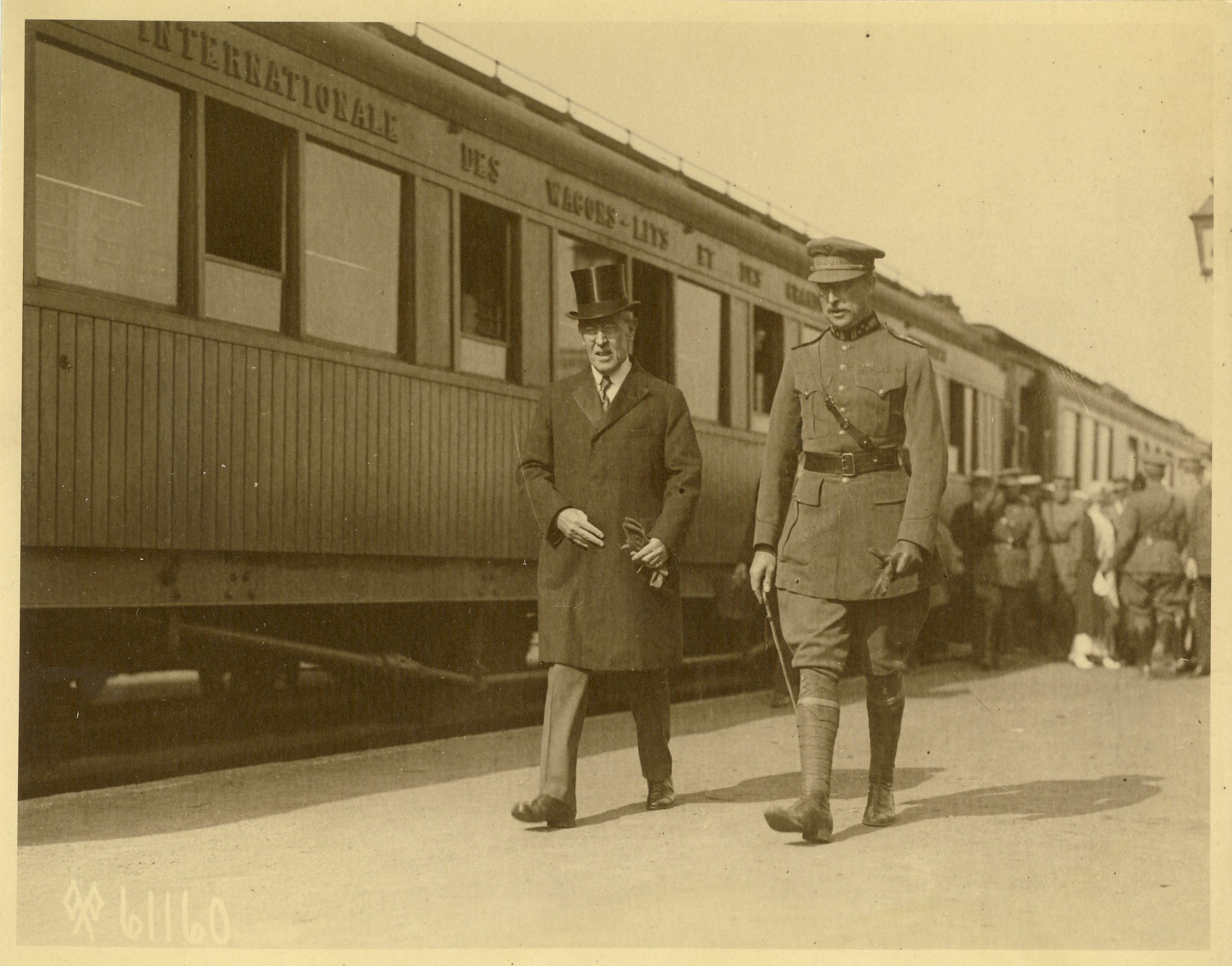
De Amerikaanse president Woodrow Wilson en de Belgische koning Albert I in het station van Adinkerke.

Het bezoek van Woodrow Wilson aan België vond plaats op 18 en 19 juni 1919, enkele maanden na de Wapenstilstand, die een einde maakte aan de Eerste Wereldoorlog. Het was het eerste bezoek van een president van de Verenigde Staten aan België.

## Wilson in Europa
Nadat op 11 november 1918 met de ondertekening van de Wapenstilstand een einde was gekomen aan de Eerste Wereldoorlog, die sinds 1914 woedde, reisde de Amerikaanse president Woodrow Wilson in december 1918 naar Europa om er deel te nemen aan de vredesgesprekken in het kader van het Verdrag van Versailles. Dit was de eerste keer dat een Amerikaans president Europa bezocht.
Nadat hij eerder Frankrijk, het Verenigd Koninkrijk en Italië had bezocht, maakte Wilson in juni 1919 tijd voor een bezoek aan België, dat veel oorlogsschade had geleden. De vredesbesprekingen waren reeds in mei 1919 afgerond, maar Wilson bleef nadien nog in Europa, in afwachting van de aanvaarding van het verdrag door Duitsland en de ondertekening ervan. In tussentijd maakte de president tijd voor een bezoek aan België.

## Verloop van het bezoek
Vanuit Frankrijk reisde Woodrow Wilson op 18 juni 1919 per trein naar België. In het station van Adinkerke, nabij De Panne, het meest westelijke station van België, werd Wilson ontvangen door koning Albert I van België, koningin Elisabeth en Brand Whitlock, de Amerikaanse ambassadeur in België.

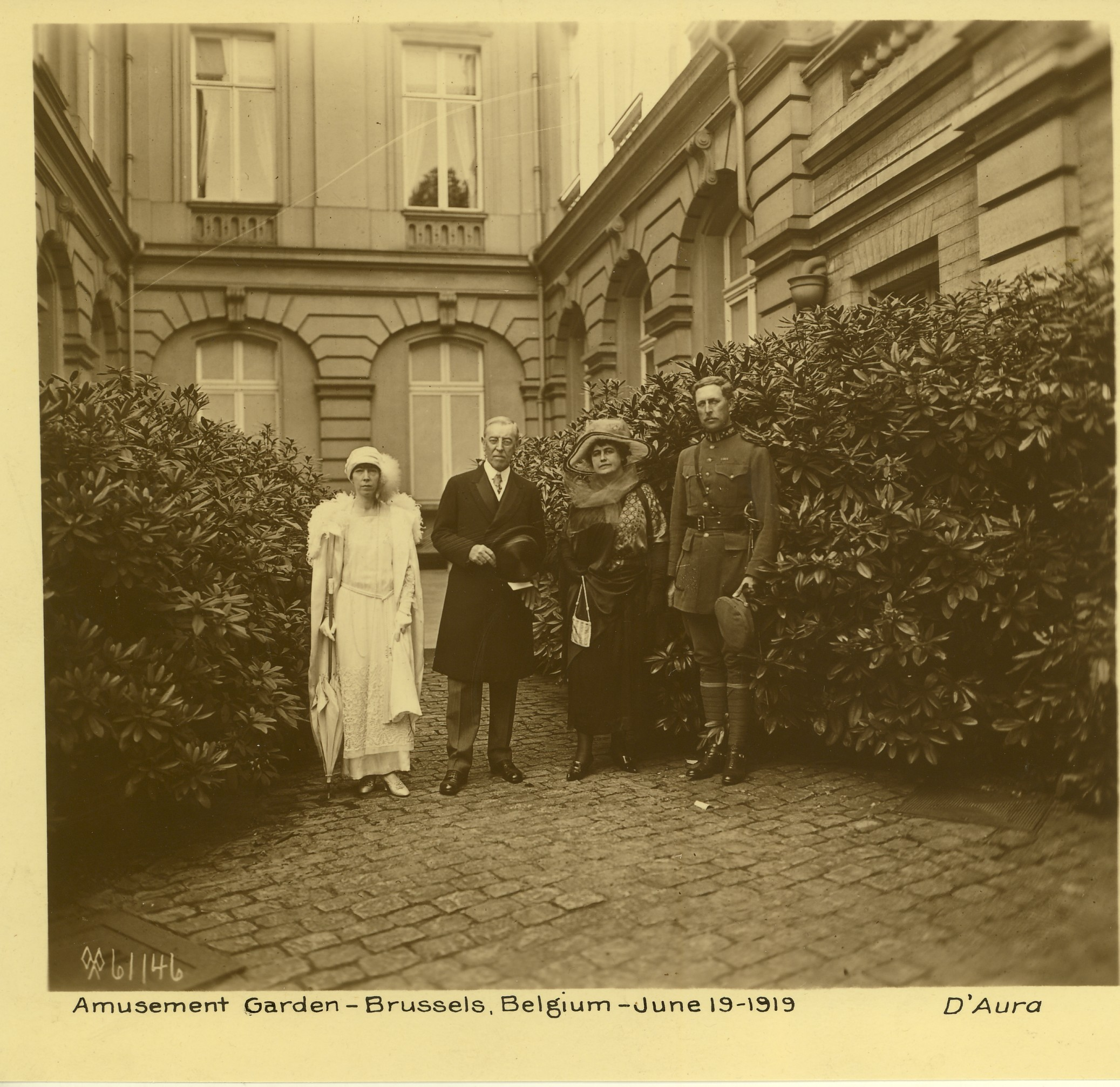
Woodrow Wilson, zijn echtgenote Edith Wilson, koning Albert I en koningin Elisabeth van België op het Koninklijk Paleis van Brussel.

De Amerikaanse president en de Belgische koning bezochten op 18 juni in een open wagen eerst de Westhoek, om daarna naar Brussel en het binnenland te trekken. Het gezelschap verliet Adinkerke en reisde achtereenvolgens door naar Nieuwpoort, Diksmuide, Klerken, Houthulst en Ieper, plaatsen die het in de oorlog zwaar te verduren hadden gekregen. In Ieper, een stad die grotendeels verwoest was, bezocht het gezelschap onder meer de ruïnes van de Lakenhallen. Nadien trok het gezelschap naar Menen, Roeselare, Torhout, Oostende en Zeebrugge, waar de president de verwoeste haven van Zeebrugge bezocht. De open wagen waarmee de president en de koning door de Westhoek trokken kon van zeer dichtbij worden benaderd door de soms talrijke omstaanders.
Tegen de avond reisde de president per trein naar Brussel. Hij bracht de nacht door in het Hôtel Bellevue, net naast het Koninklijk Paleis van Brussel aan het Paleizenplein.
's Anderendaags, op 19 juni 1919, bezochten de president en de koning Marchienne-au-Pont, nabij Charleroi, waar hij door de Duitsers verwoeste en geplunderde fabrieken bezocht. Na de middag onderhield hij in Brussel contacten met Amerikanen in België en gaf hij een toespraak in het parlement. Nadien bezocht de nochtans protestantse president in Mechelen de katholieke aartsbisschop en kardinaal Désiré-Joseph Mercier. Vanuit Mechelen vertrok de president vervolgens naar Leuven, waar hij te midden de ruïnes van de in 1914 verwoeste universiteitsbibliotheek een eredoctoraat kreeg uitgereikt.
's Avonds vond op het Koninkrijk Paleis in Brussel nog een banket plaats ter ere van president Wilson, waarna hij per trein naar Parijs reisde, om er enkele dagen later het Verdrag van Versailles te ondertekenen. Wilson vertrok later terug naar de Verenigde Staten, maar keerde nooit meer terug naar Europa. De eerstvolgende president van de Verenigde Staten die België zou bezoeken was president Harry Truman, toen die in de zomer van 1945 onderweg was naar de Conferentie van Potsdam.

## Galerij

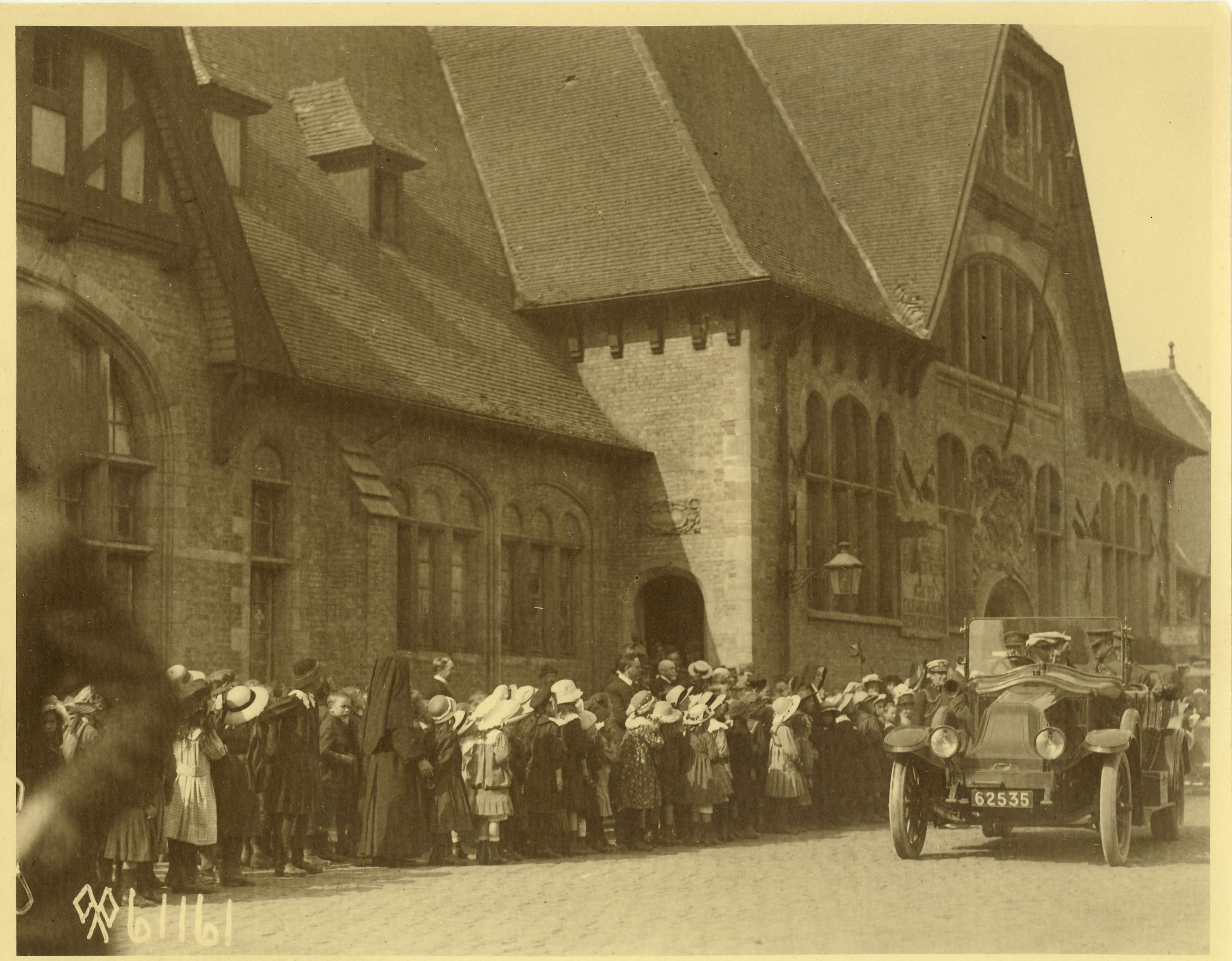
Station van Adinkerke
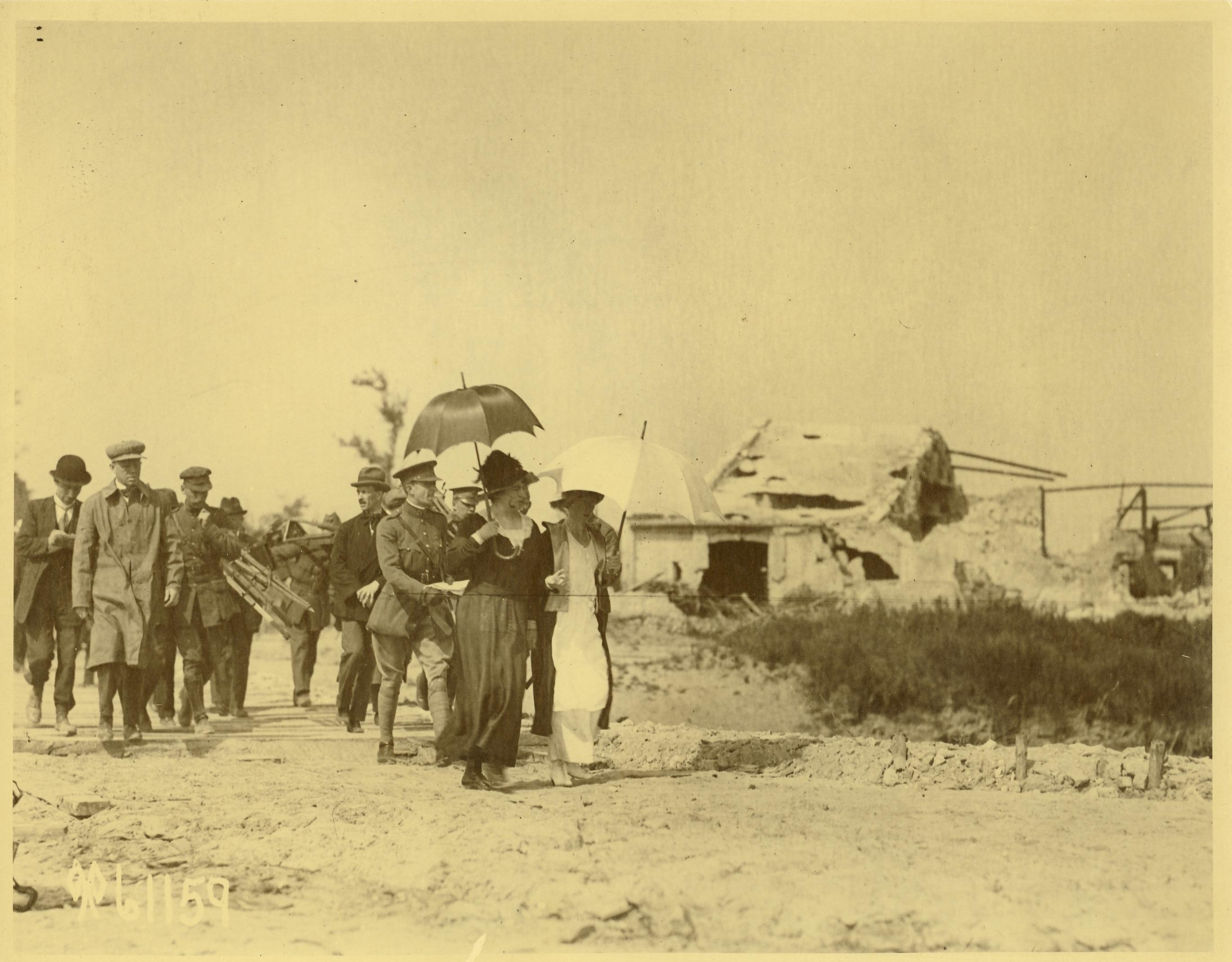
Nieuwpoort
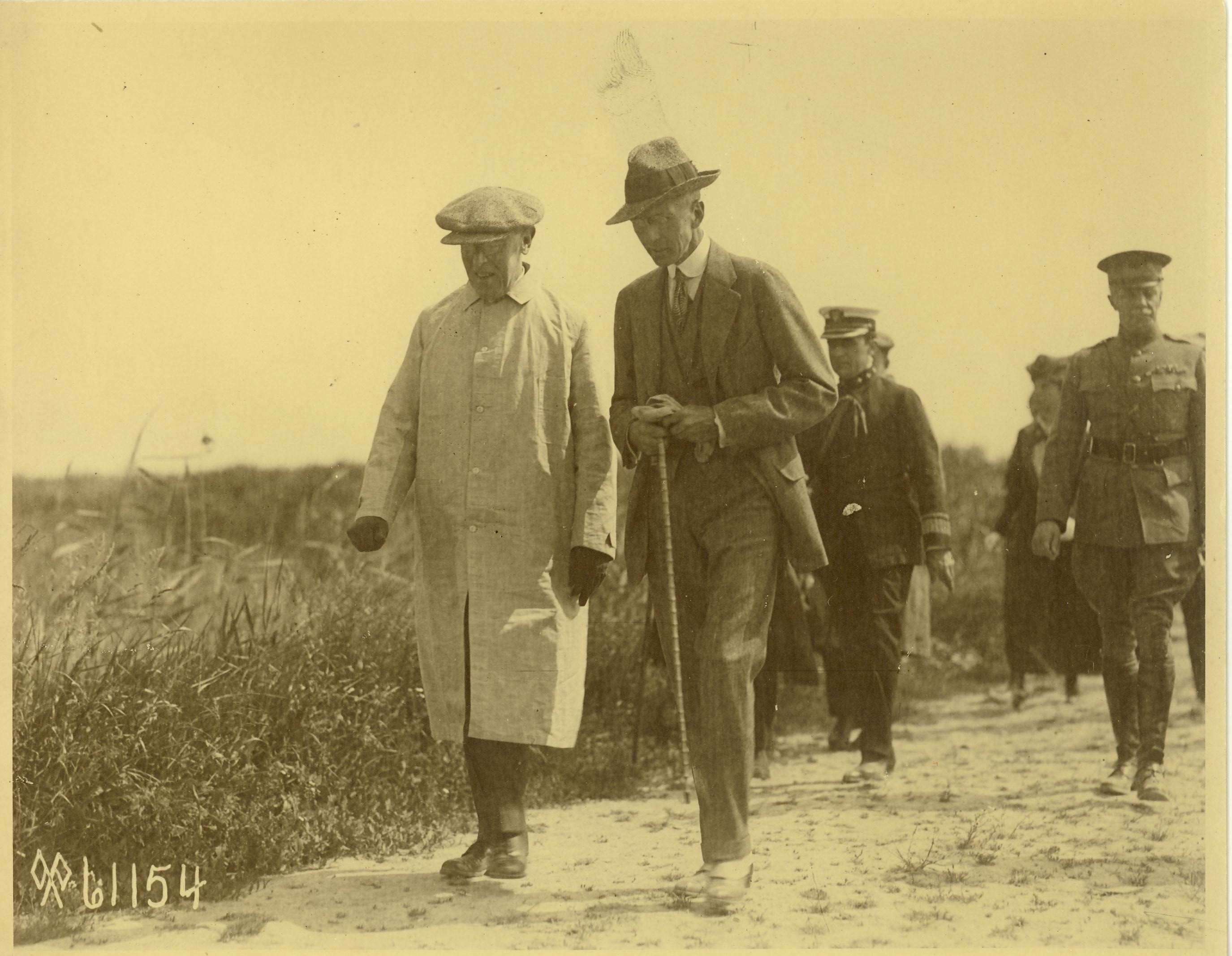
Nieuwpoort
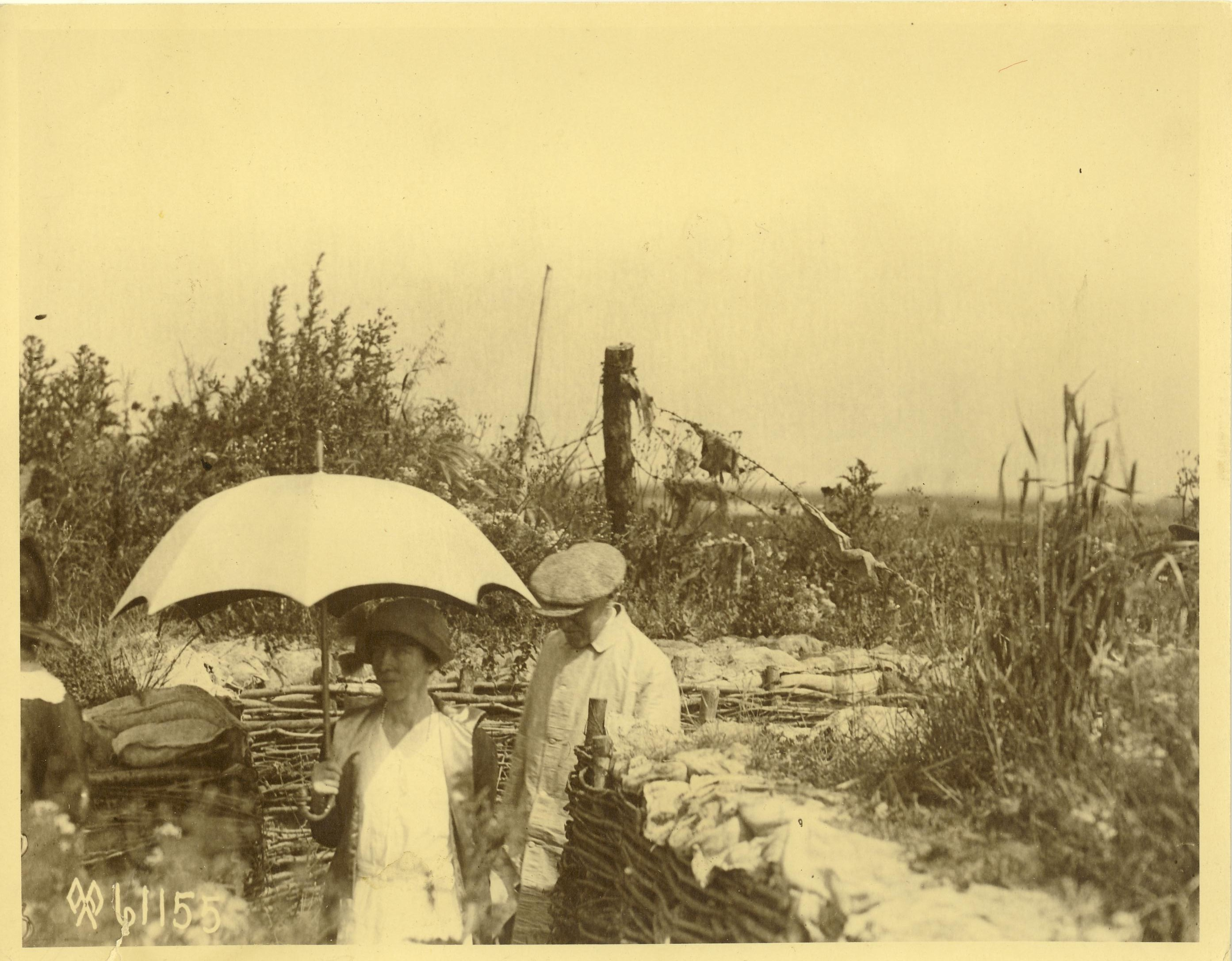
Nieuwpoort
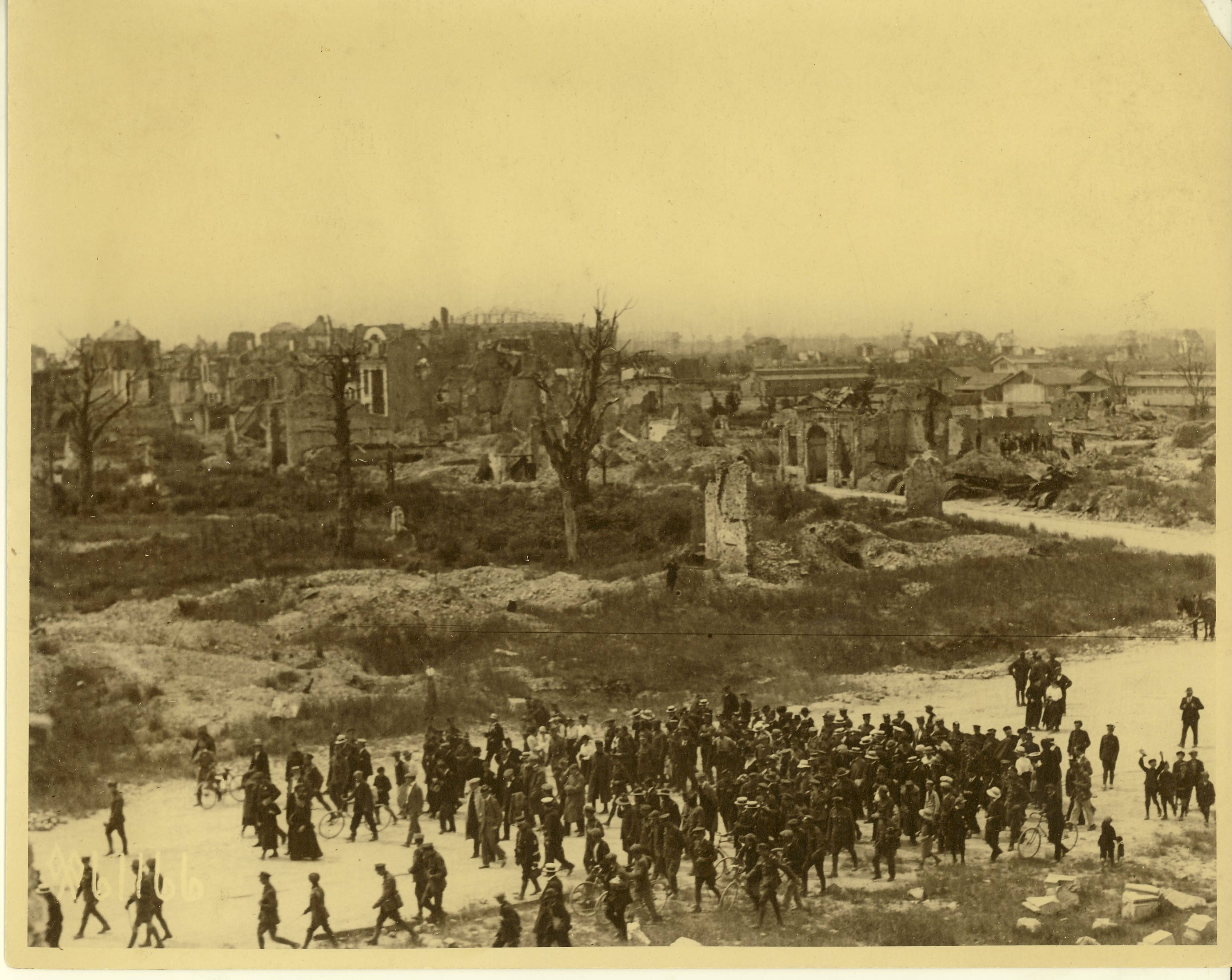
Ieper
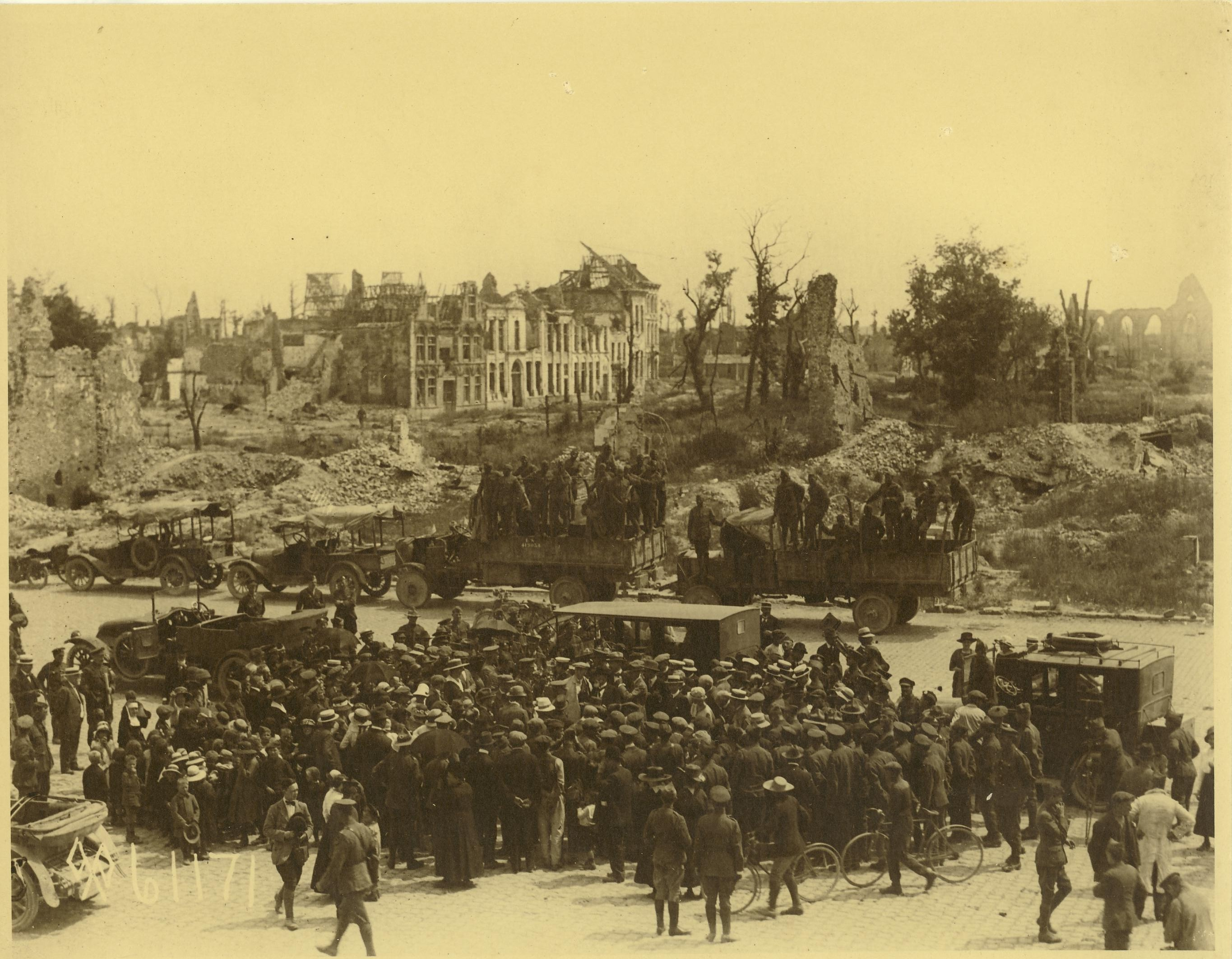
Ieper
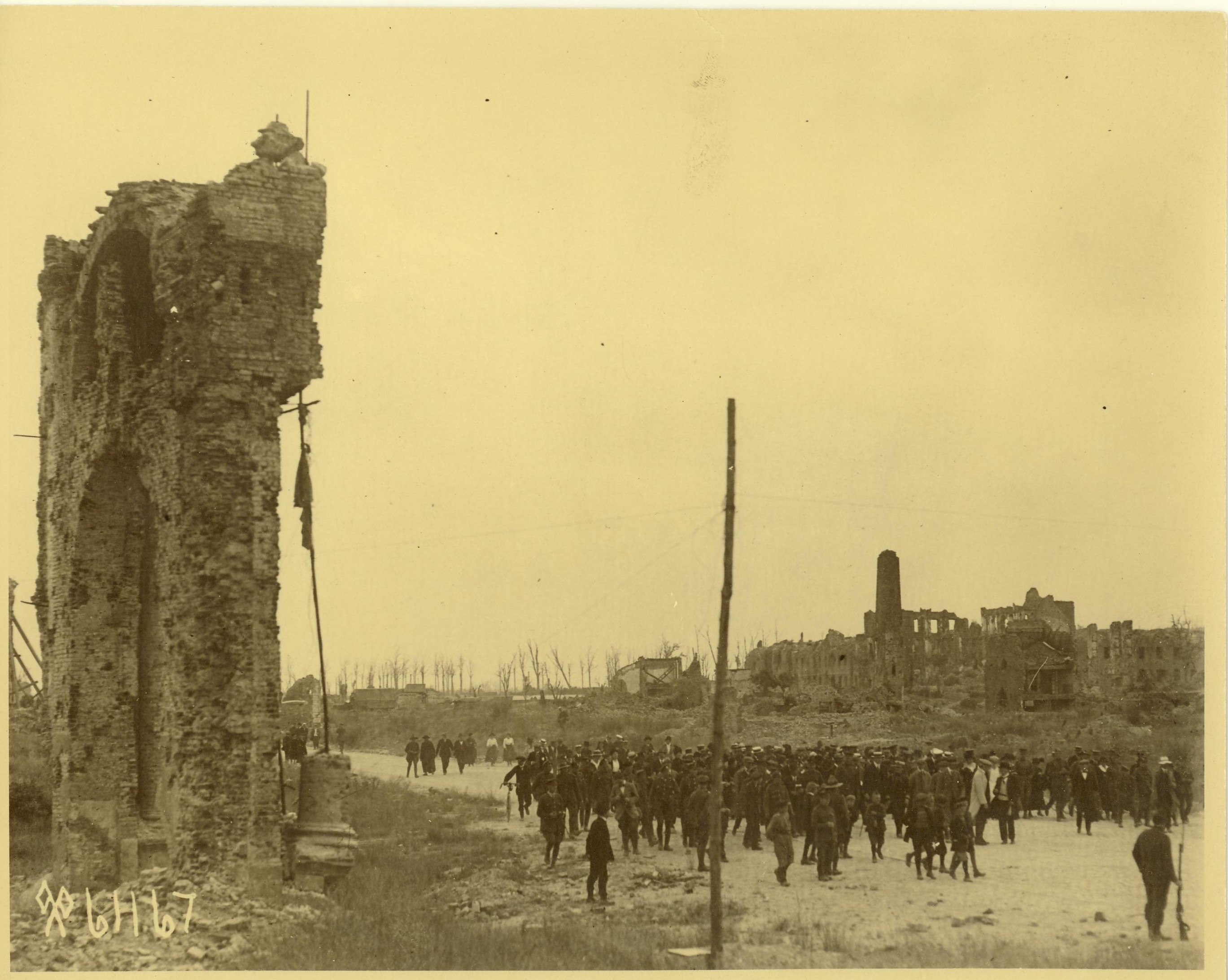
Ieper
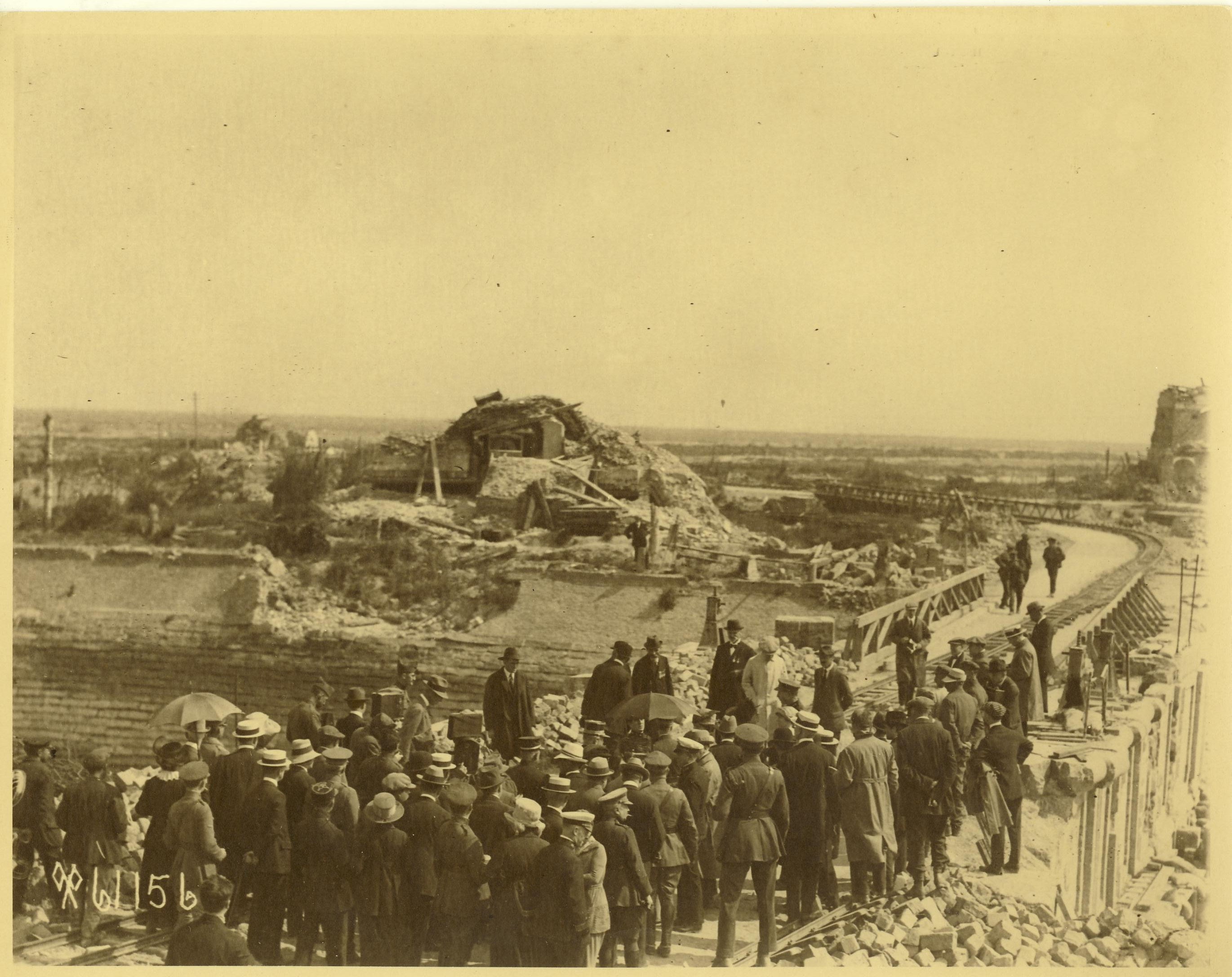
Ieper
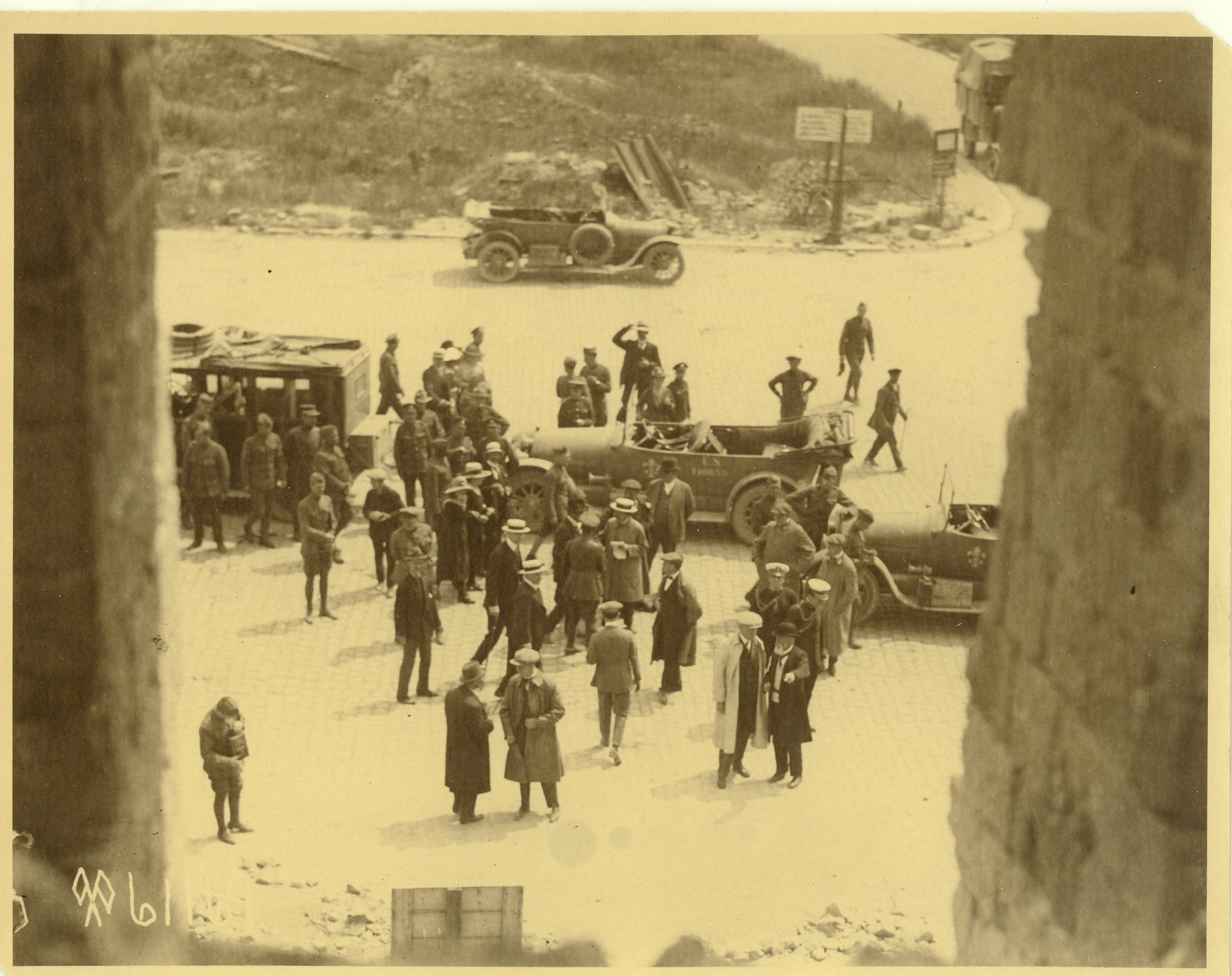
Ieper
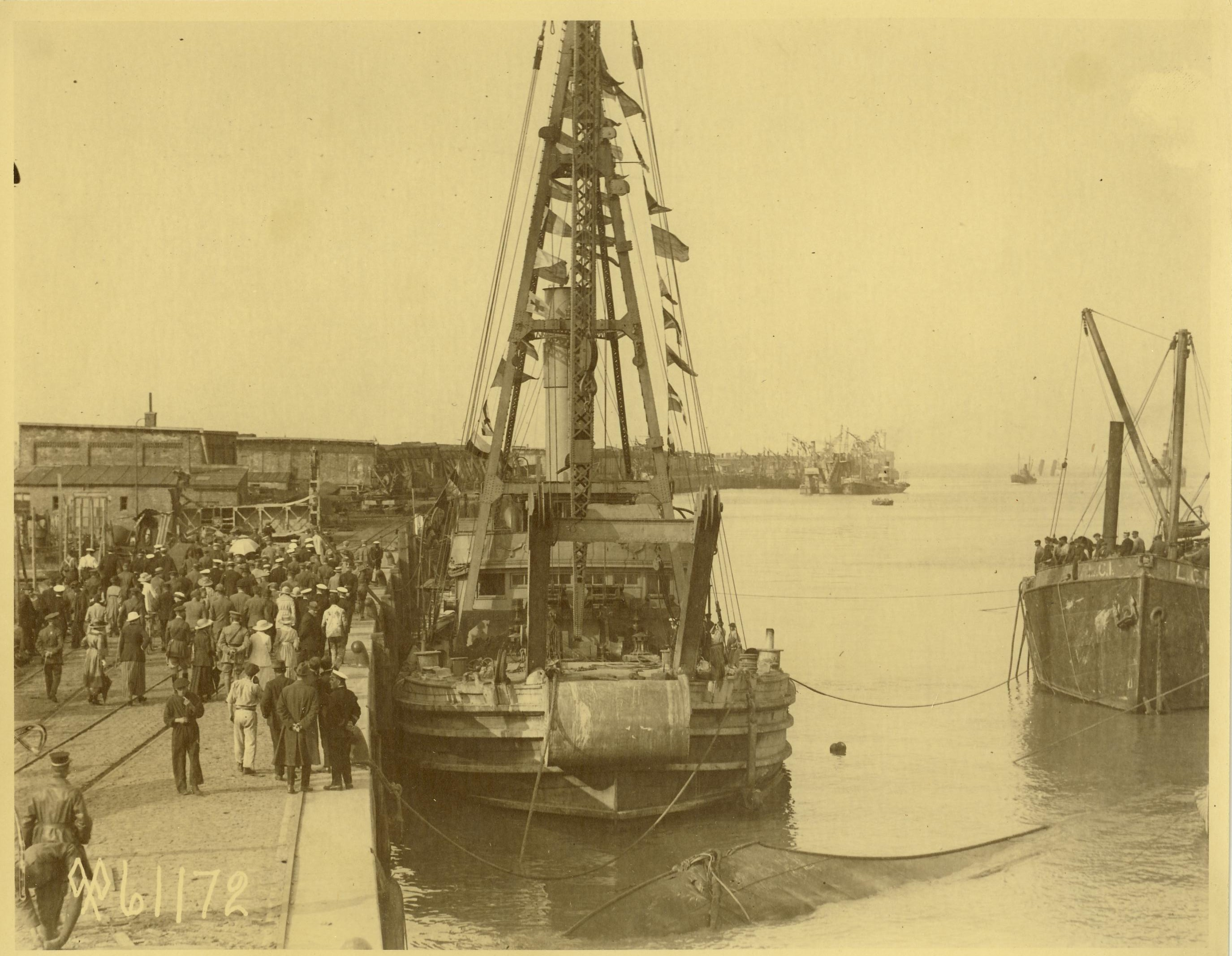
Zeebrugge
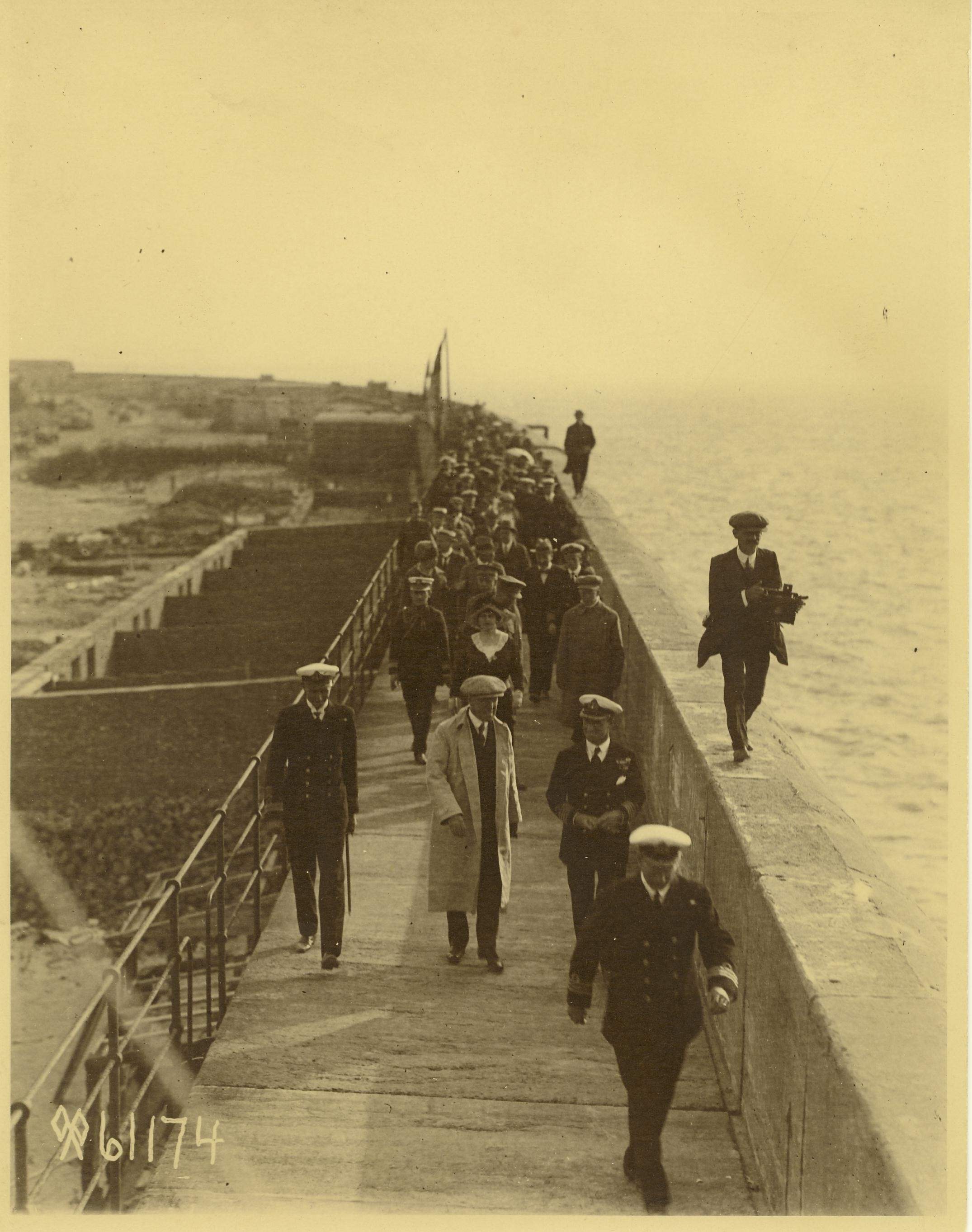
Zeebrugge
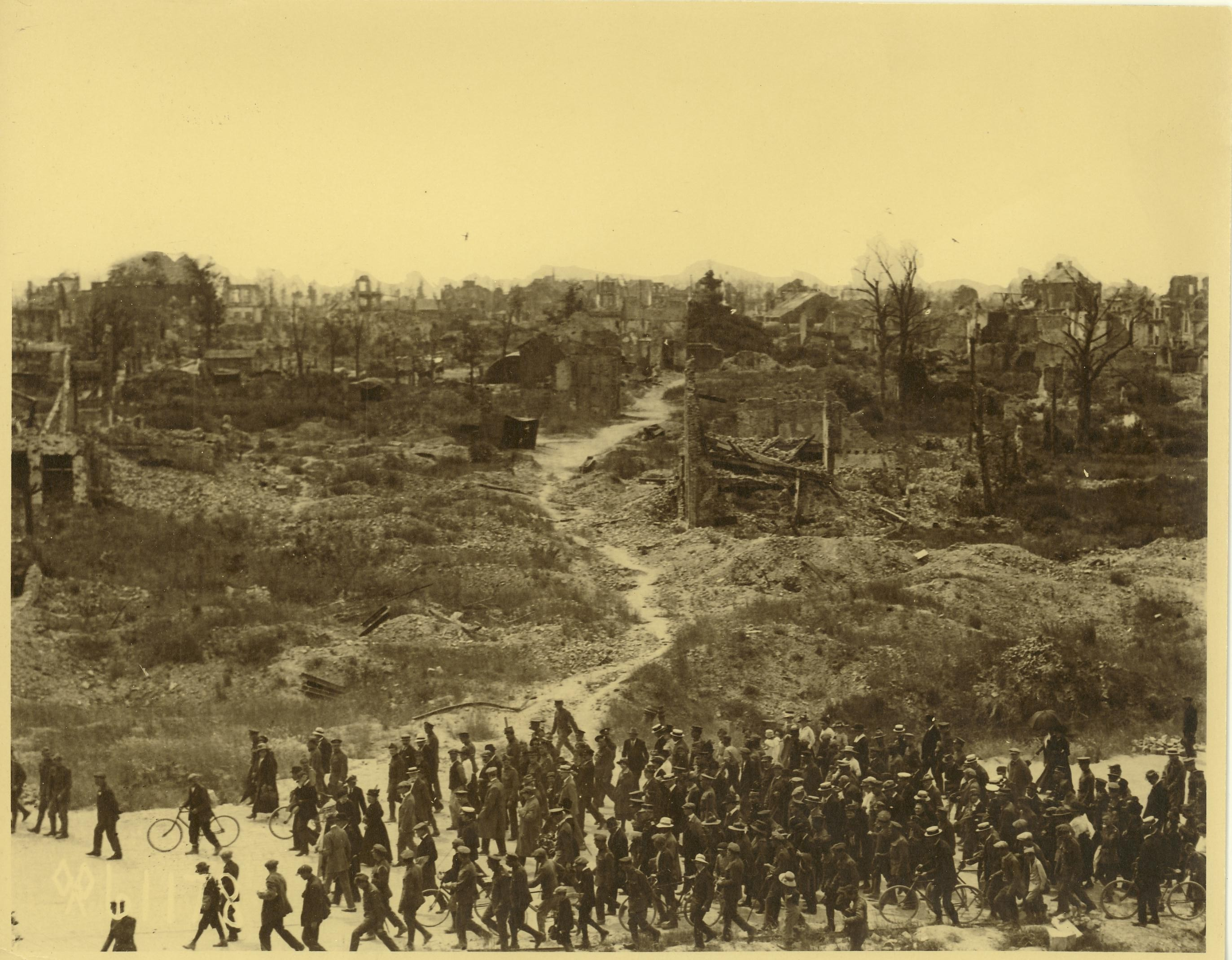
Zeebrugge
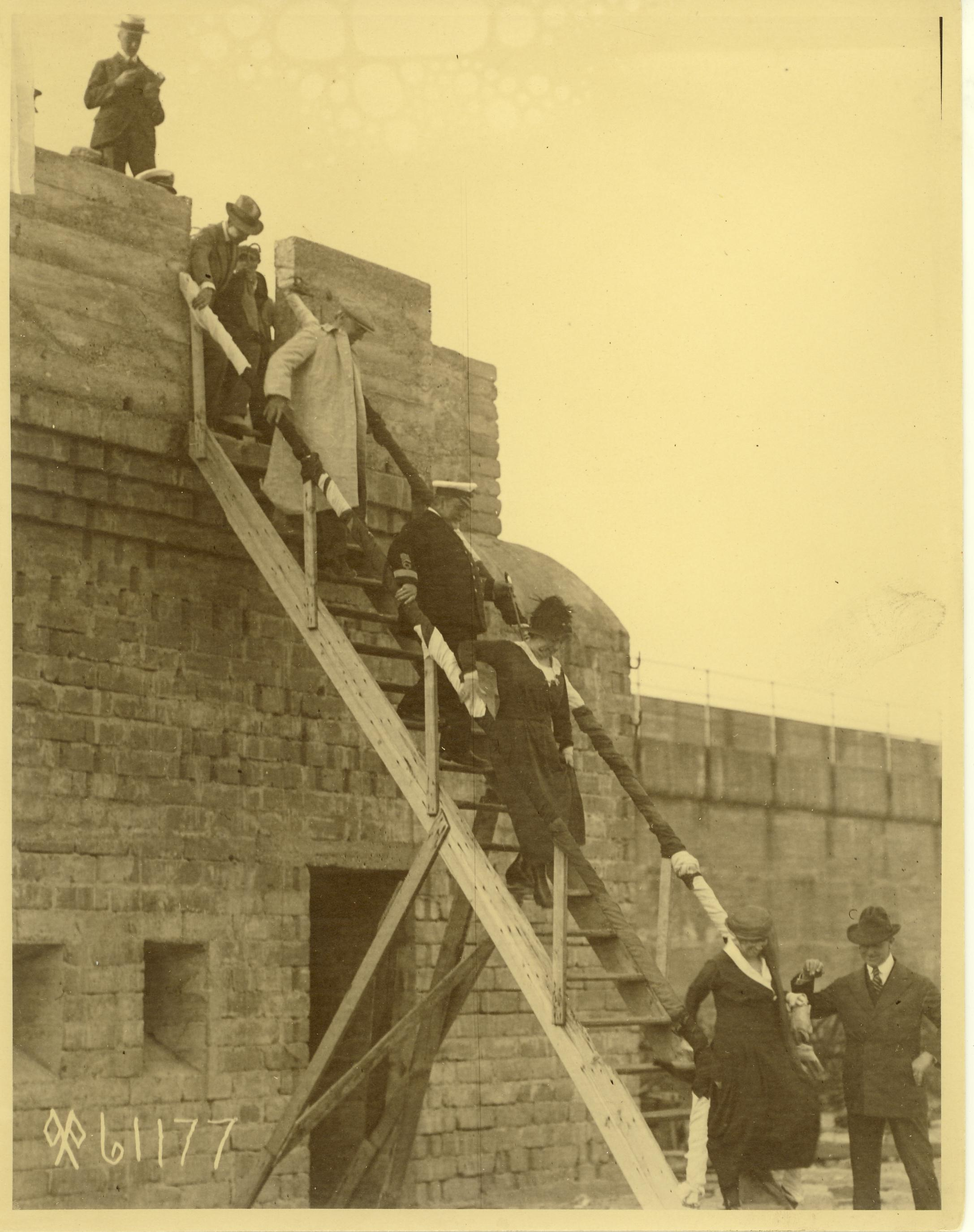
Zeebrugge
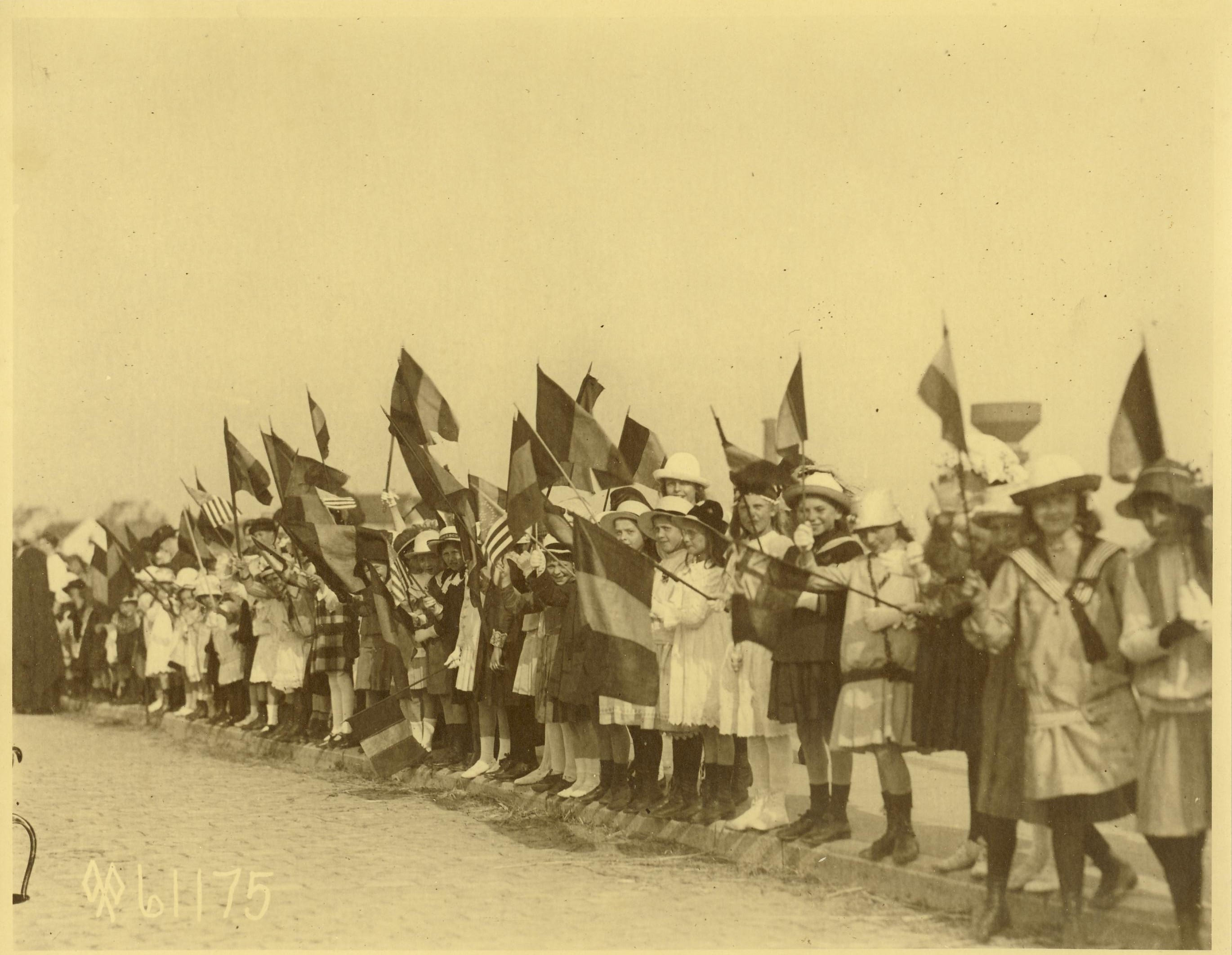
Zeebrugge
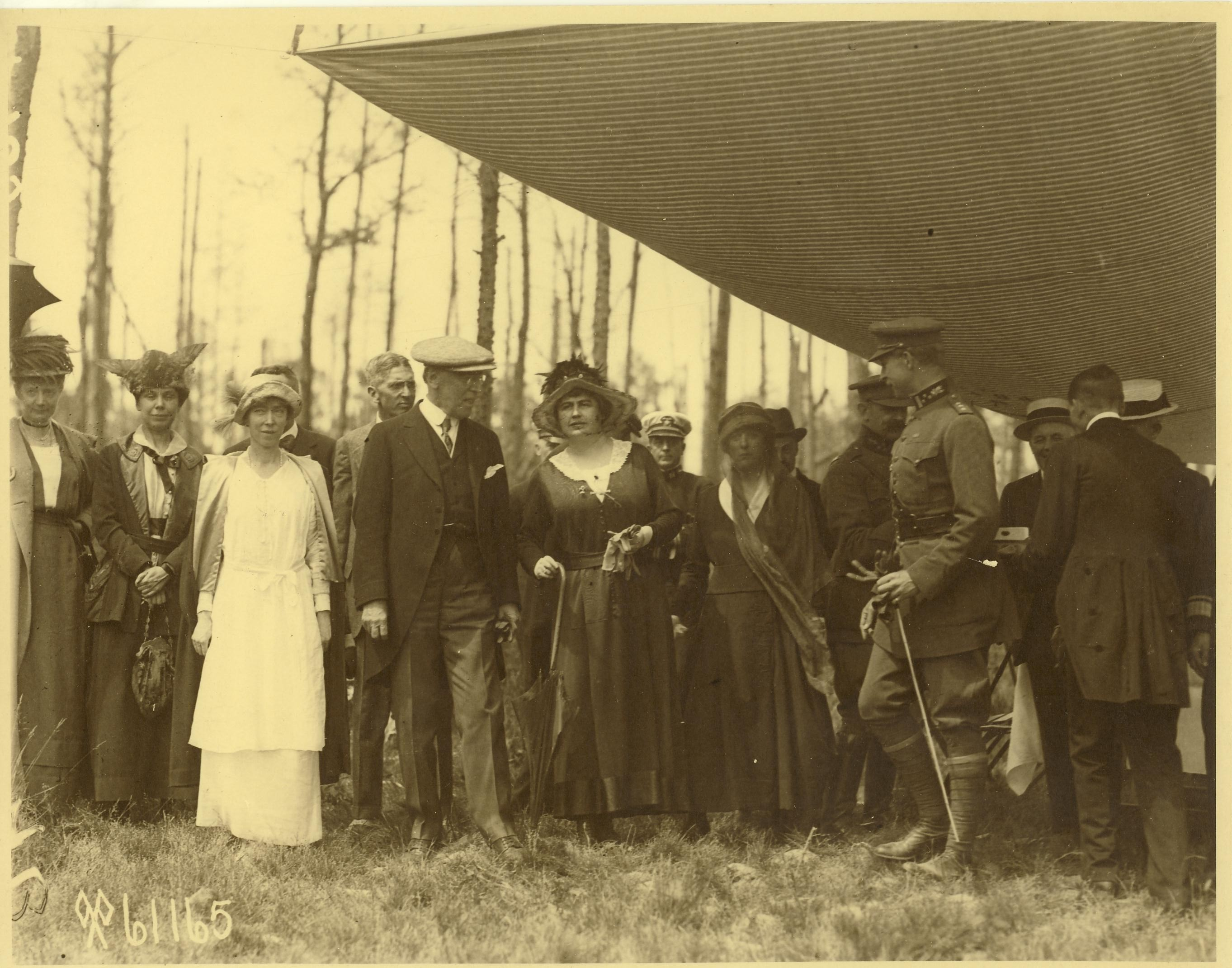
Picknick in Houthulst
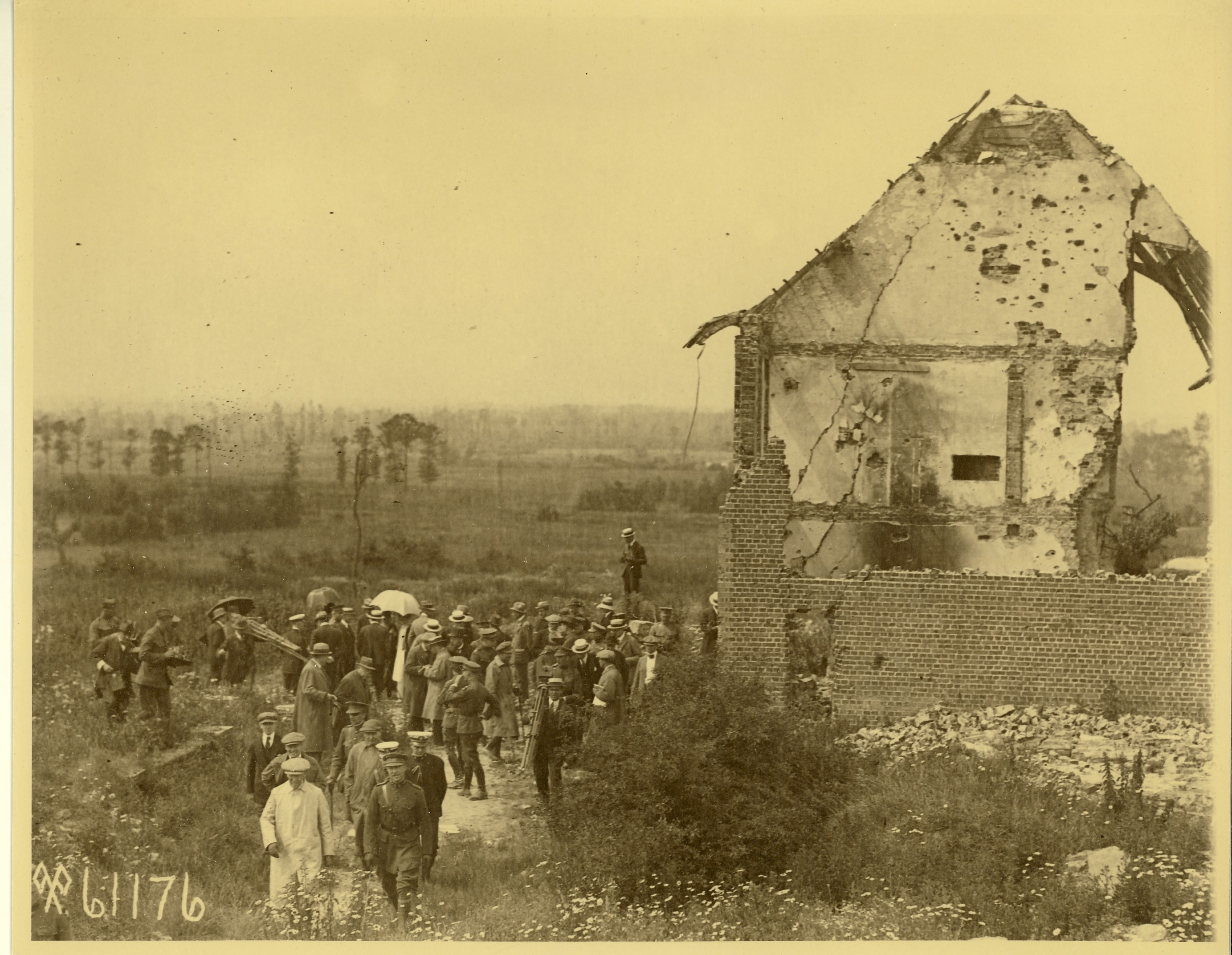
Klerken
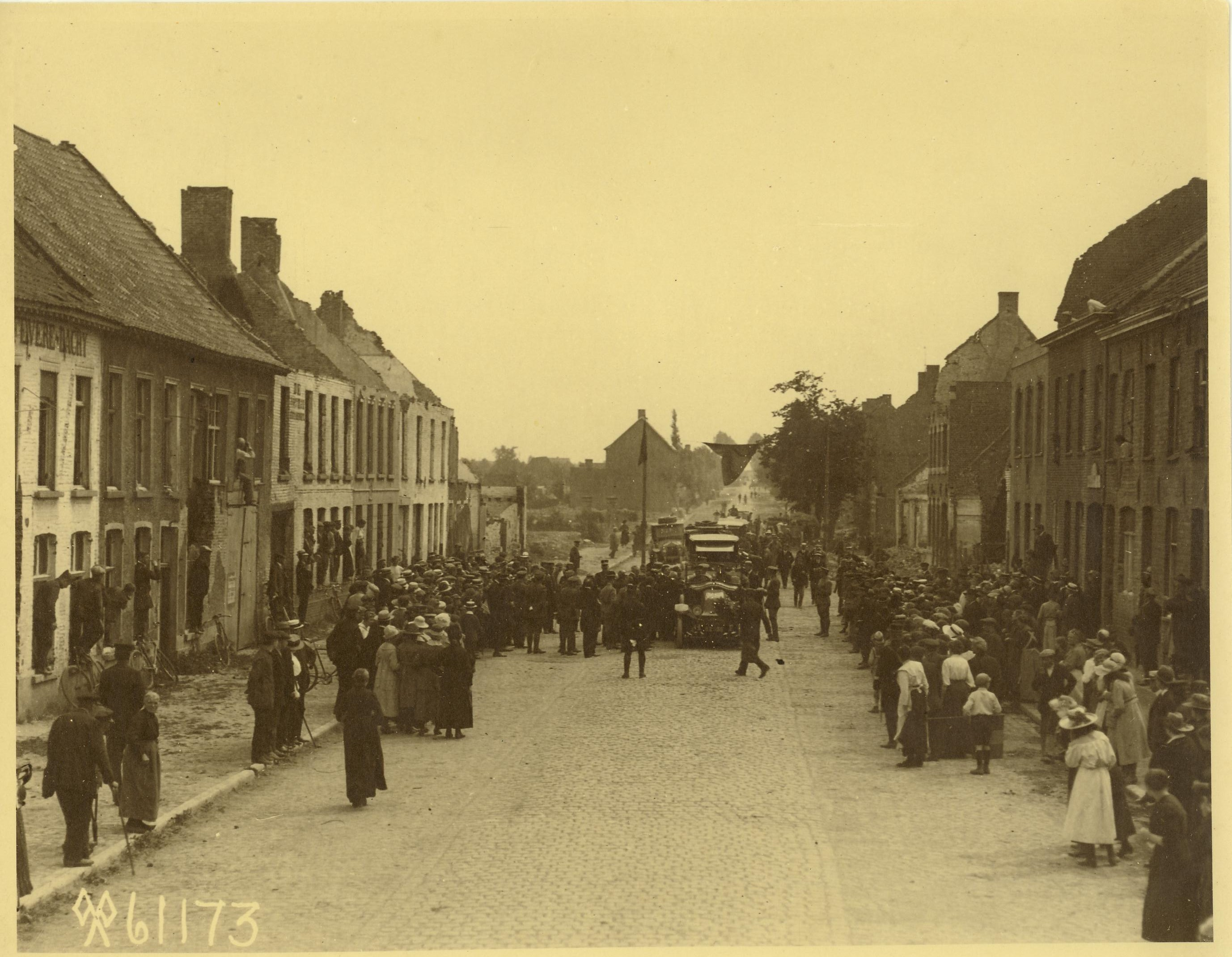
Onderweg, ergens in Vlaanderen
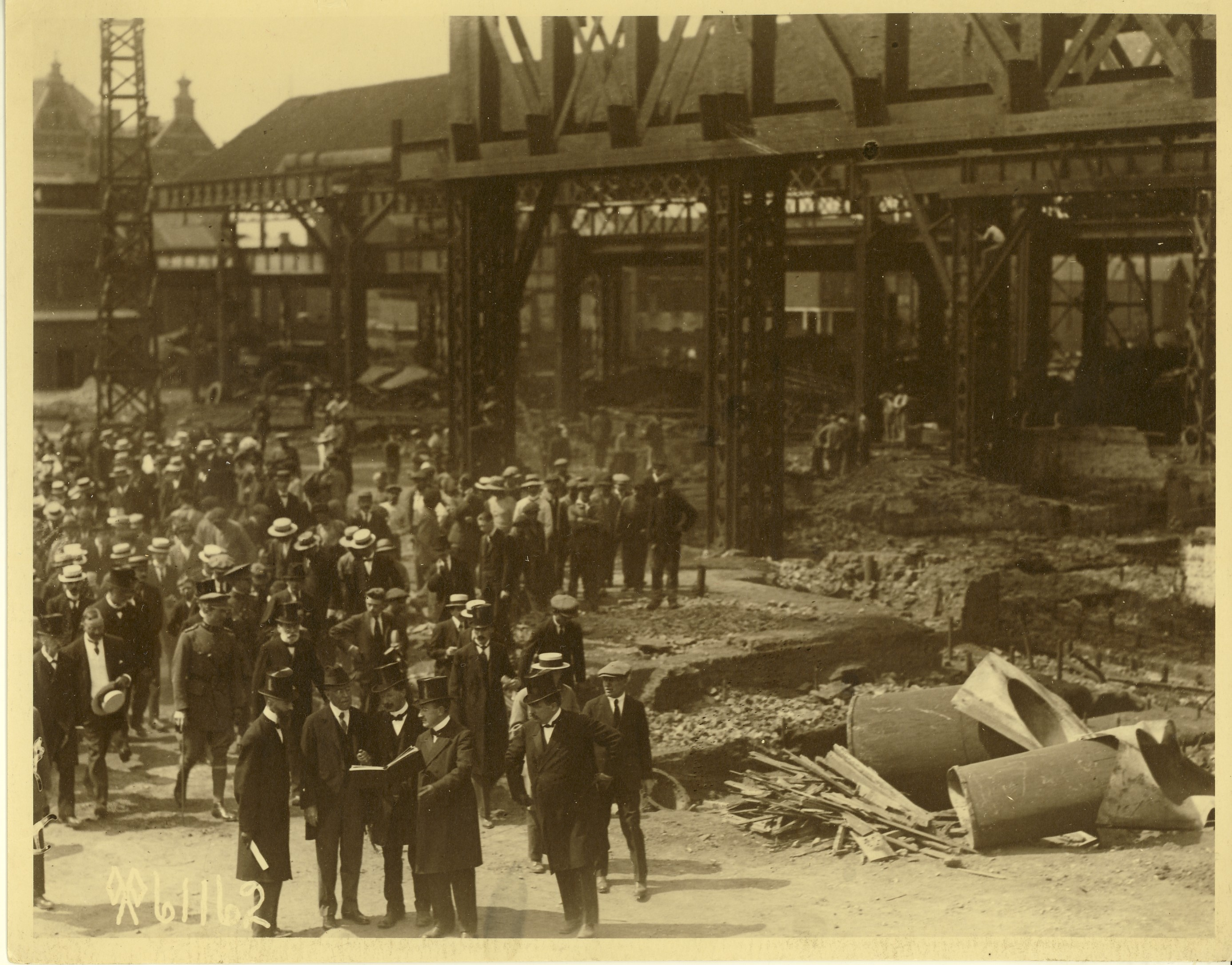
Marchienne-au-Pont
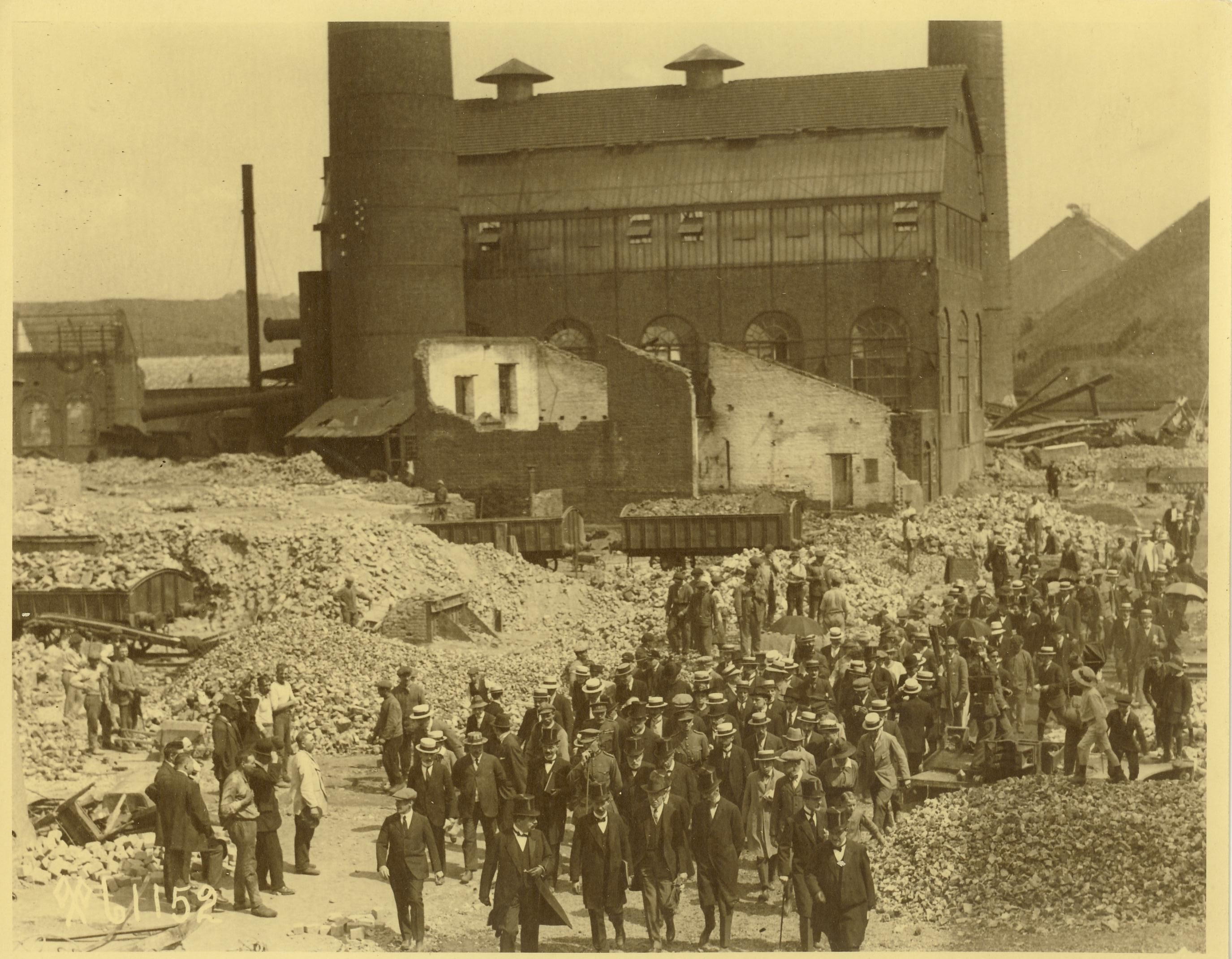
Marchienne-au-Pont
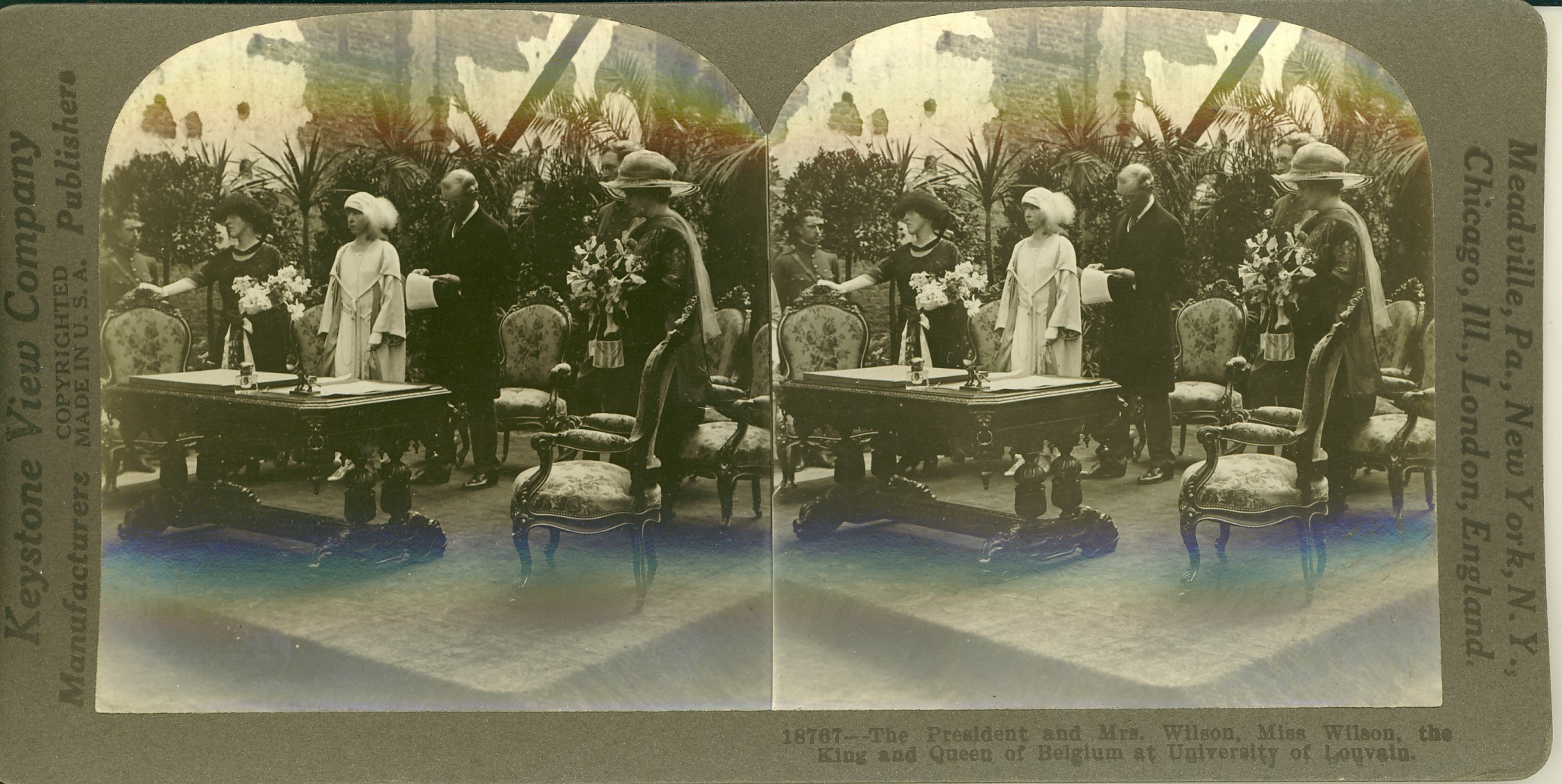
Leuven
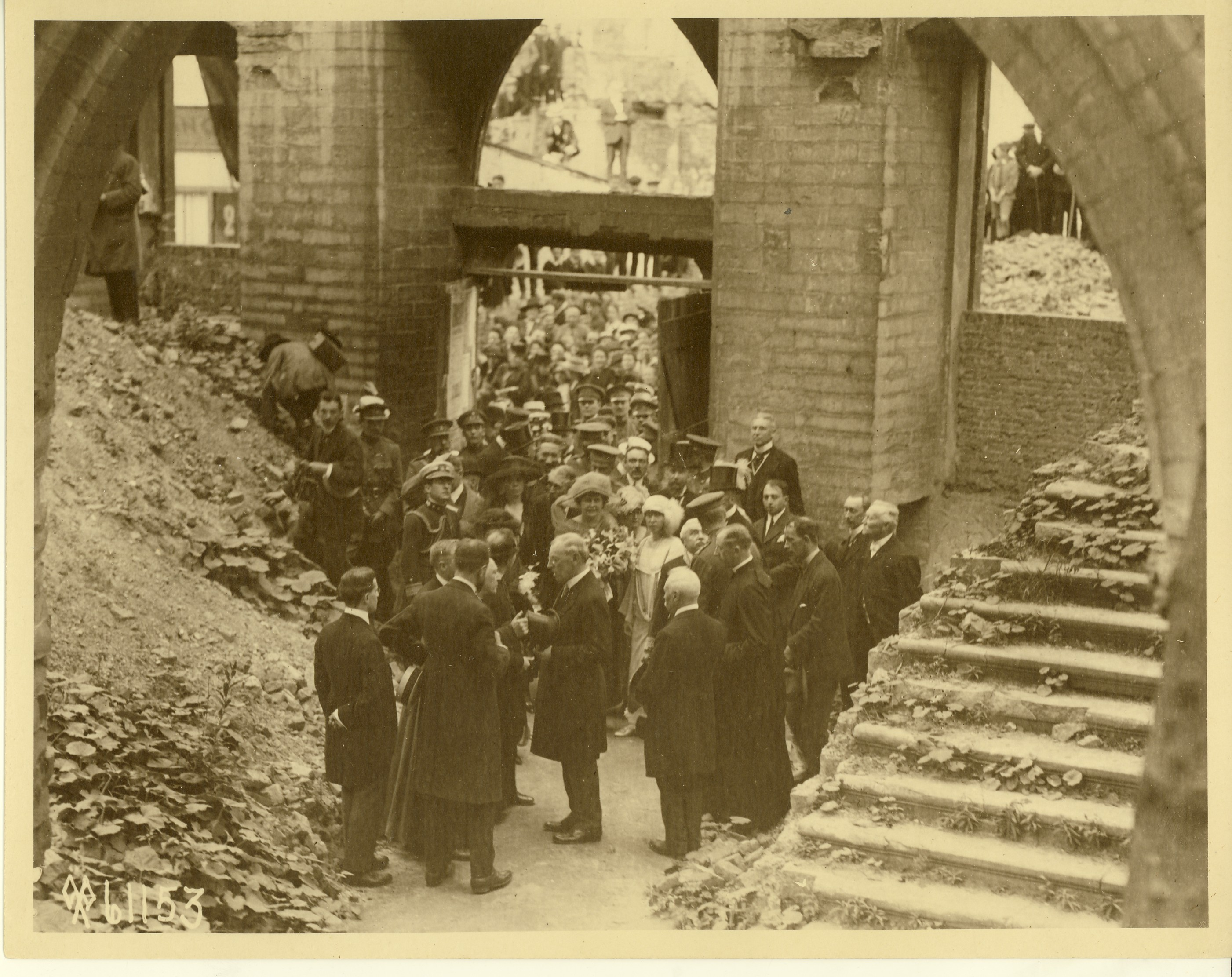
Ontvangst van het eredoctoraat in Leuven, tussen de ruïnes
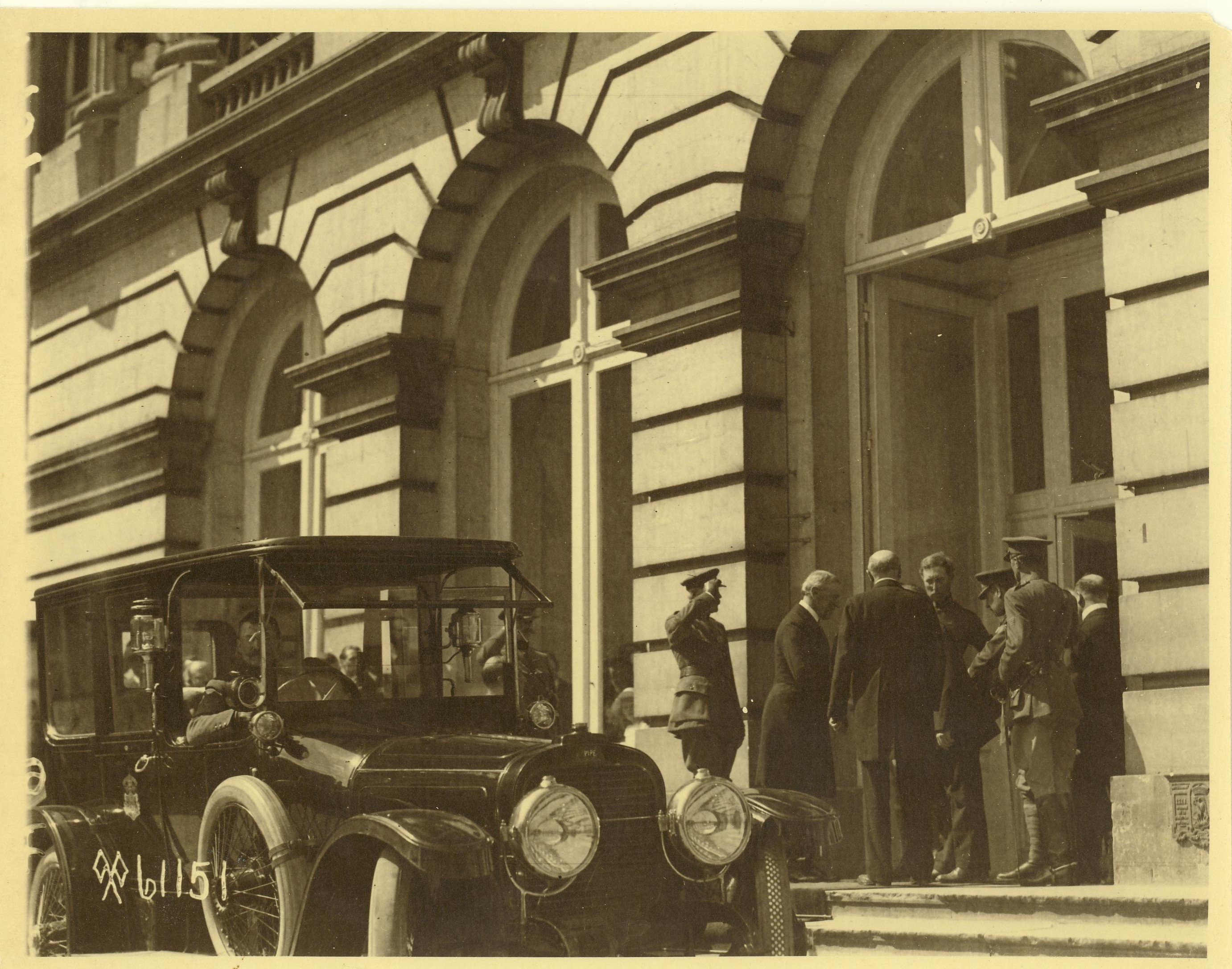
Brussel
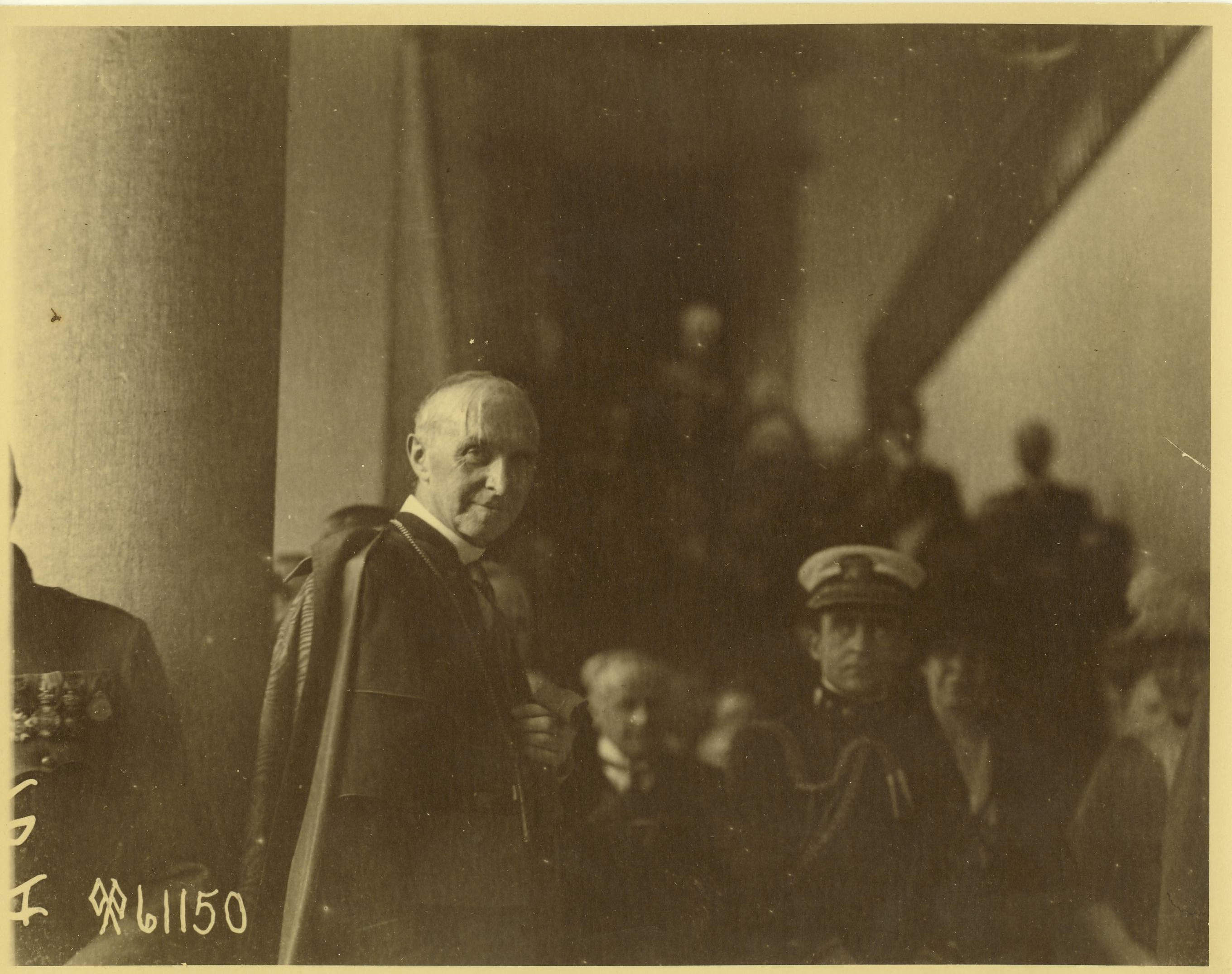
Mechelen
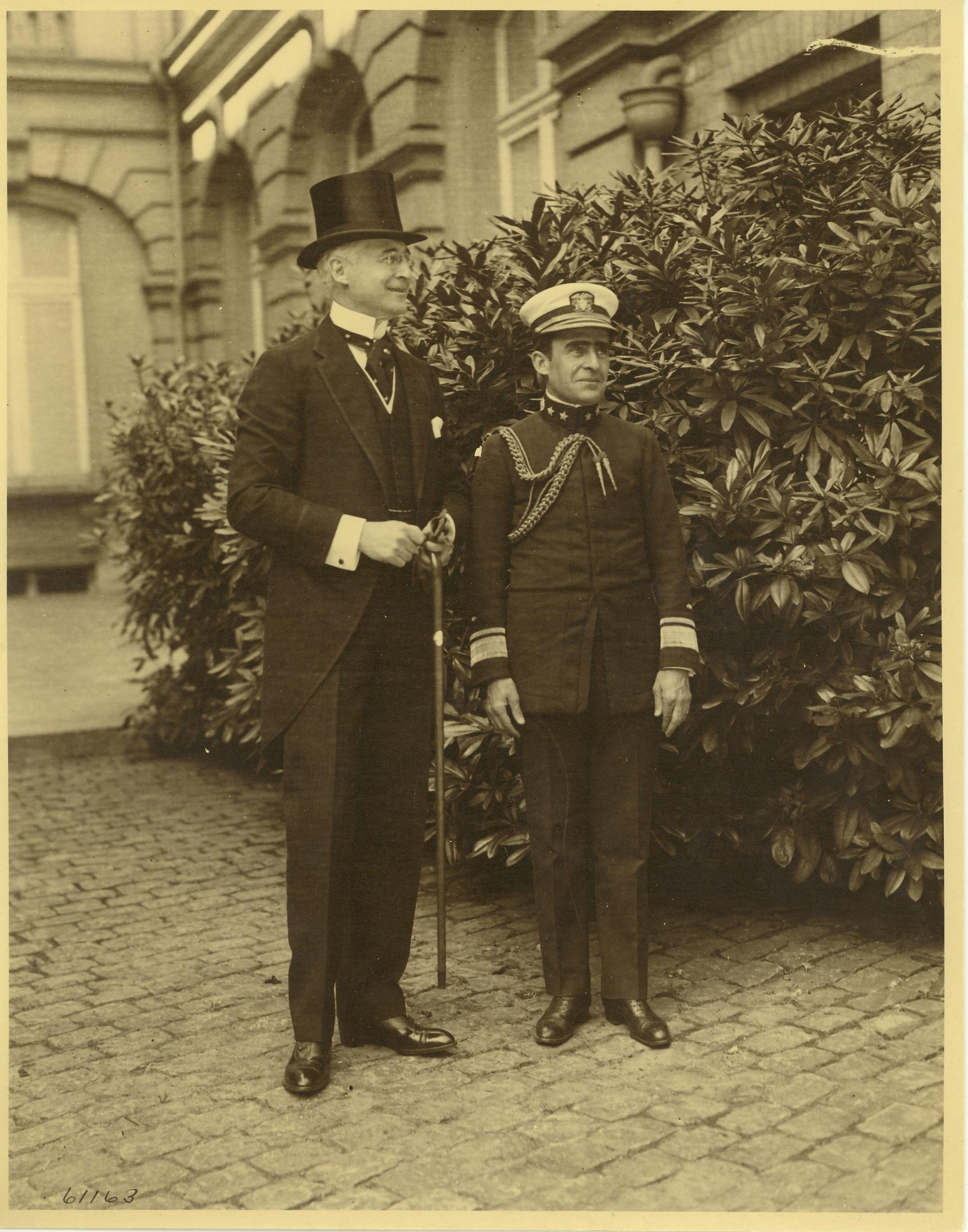
Bernard Baruch en Cary Grayson